# Phantia artemis
Phantia artemis är en insektsart som beskrevs av Rauno E. Linnavuori 1973. Phantia artemis ingår i släktet Phantia och familjen Flatidae. Inga underarter finns listade i Catalogue of Life.